# Soliton
Un soliton est une onde solitaire qui se propage sans se déformer dans un milieu non linéaire et dispersif. On en trouve dans de nombreux phénomènes physiques de même qu'ils sont la solution de nombreuses équations aux dérivées partielles non linéaires.

## Historique

### Les solitons hydrodynamiques

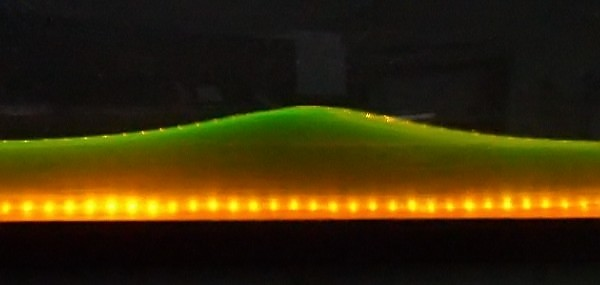
Soliton hydrodynamique.

Le phénomène associé a été observé pour la première fois en 1834 par l'Écossais John Scott Russell qui l'a observé initialement en se promenant le long d'un canal : il a suivi pendant plusieurs kilomètres une vague remontant le courant qui ne semblait pas vouloir faiblir. Des observations complémentaires sont présentées en 1862 par Henry Bazin à l'Académie des Sciences à la suite d'expériences menées dans un bief du canal de Bourgogne à Dijon . Il a été modélisé par Joseph Boussinesq en 1872. Ainsi sur l'eau, il est apparenté au  mascaret. Il apparaît par exemple dans la Seine ou sur la Dordogne, en Gironde, à certains endroits et à certains moments.
D'autres solitons apparaissent comme des ondes internes (en), initiées par la topographie du fond marin, et qui se propagent dans la pycnocline océanique.
Ce mode de propagation d'une vague sur de longues distances explique aussi la propagation des raz-de-marée (ou tsunami). Ceux-ci se déplacent presque sans effet notable en eaux profondes. Le transport par soliton explique que les tsunamis, insensibles pour les navires en mer, puissent naître d'un séisme sur une côte de l'océan Pacifique et avoir des effets sur la côte opposée.

### Les solitons optiques

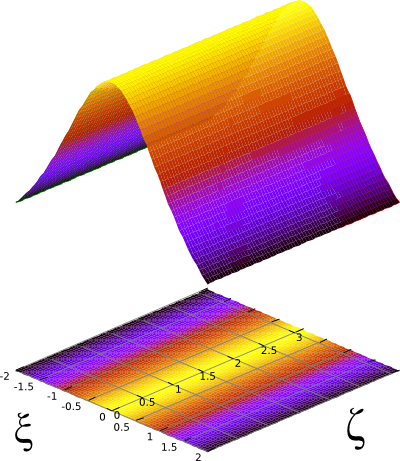
Évolution spatio-temporelle d'un soliton optique fondamental qui se propage sans se déformer.

L'utilisation de solitons a été proposée pour améliorer la performance des transmissions dans les réseaux optiques de télécommunications en 1973 par Akira Hasegawa du laboratoire Bell d'AT&T. En 1988, Linn Mollenauer et son équipe transmettent des solitons sur plus de 4 000 km en utilisant la diffusion Raman, du nom du prix Nobel de physique indien qui a décrit cet effet de diffusion inélastique. En 1991, toujours aux Bell Labs, une équipe transmet des solitons sur plus de 14 000 km en utilisant des amplificateurs à erbium.
En 1998, Thierry Georges et son équipe du centre de recherche et développement de France Télécom combinent des solitons de longueurs d'onde différentes (multiplexage en longueur d'onde) pour réaliser une transmission à un débit supérieur à 1 térabit par seconde (1012 bits par seconde). En 2001, les solitons trouvent une application pratique avec le premier équipement de télécommunications transportant du trafic réel sur un réseau commercial.

### Les solitons mécaniques
L’une des illustrations expérimentales des solitons les plus adoptées dans la littérature est probablement celle d’une chaîne de pendules couplés,. Ce montage mécanique permet une observation directe des solitons, une compréhension des principales propriétés de ces derniers et des caractéristiques qu’un système doit posséder pour permettre leur existence.

### Les solitons électriques
La manière la plus simple de réaliser un soliton électrique consiste à construire un dipôle retardateur capable de reproduire sans déformation une impulsion déterminée à une distance donnée δ, avec un décalage de temps τ. En faisant précéder ce dipôle par une série de dipôles identiques adaptés au premier, on peut reconstituer une ligne discrète le long de laquelle l’impulsion se propage avec la vitesse  c = δ/τ. En limite, avec des paramètres δ et τ infinitésimaux, on accède à une ligne continue.

Un exemple est donné (Bulletin de l’Union des Physiciens, juillet-août-septembre 2018, N° 1006, p.959-968 / Propagation d’un soliton dans une ligne électrique en échelle) avec un signal en forme de sécante hyperbolique carrée.
Pour introduire les solitons électriques, on peut procéder en trois étapes : d'abord on commence par une propagation électromagnétique linéaire et non dispersive, puis on passe à une propagation linéaire mais dispersive, et à la fin on traite le cas des solitons, c'est‑à‑dire la propagation non linéaire et dispersive.

#### Propagation linéaire et non dispersive
Par exemple dans des câbles coaxiaux (sous certaines conditions).

#### Propagation non linéaire et dispersive
Un des modèles couramment utilisés pour l’étude des solitons électriques est celui d’une chaîne LC électrique.
Dans la pratique, la propagation d'une onde solitaire dans un tel montage dépend de nombreuses conditions et nécessite un certain nombre d’approximations (Références). L’une des approximations les plus importantes est celle des milieux continus. En effet, la structure discrète de la chaîne de pendules et de celle du montage LC électrique conduit à des équations discrètes du mouvement. L’approximation des milieux continus permet, sous certaines conditions, de remplacer ces équations discrètes par des équations continues plus simples à manipuler .

### Les solitons dans d'autres domaines physiques
En 2004, N. Sugimoto de l'université d'Ōsaka a trouvé le moyen d'introduire de la dispersion lors de la propagation d'ondes acoustiques et, par là même, de créer les premiers solitons acoustiques. Une utilisation potentielle de ce phénomène est la réduction des ondes de choc à l'entrée de trains dans les tunnels.
En 2006, Michael Manley observe, grâce à des expériences de diffusion par des rayons X et des neutrons, des solitons au sein de cristaux d'uranium portés à une température élevée.

## Théorie
La théorie des solitons s'est surtout développée grâce à l'optique rendue non linéaire au moyen de l'effet Kerr ou de photo-réfraction, l'expérience et la théorie s'épaulant :
soit une onde lumineuse plane dont l'intensité décroît en fonction de la distance à un point central. Vers le centre, l'accroissement de l'indice de réfraction, qui résulte de l'accroissement de l'intensité, réduit la vitesse de propagation et l'onde devient convergente ; mais cette convergence est limitée du fait de la défaillance de l'optique géométrique. L'expérience ainsi que la résolution des équations de Maxwell montrent que l'essentiel de l'énergie lumineuse se propage en un filament entouré d'une onde évanescente. L'énergie étant concentrée dans deux directions perpendiculaires au filament et se propageant dans une troisième, on nomme ce filament « soliton 2+1 ».
La présence d'un filament voisin modifie différemment le champ électromagnétique suivant qu'on se trouve du côté voisin ou du côté opposé au filament voisin, de sorte que la variation résultant du champ, donc de l'indice de réfraction, courbe le filament. Le filament peut être courbé de façon à former un tore, par exemple en postulant que la perméabilité magnétique du milieu croît aussi avec le champ. Le tore ainsi obtenu est un soliton tridimensionnel (3+0) qui peut représenter une particule. Ces particules possèdent toutes les propriétés des particules matérielles : leurs interactions par leurs champs évanescents permettent, en particulier, des interférences.
En théorie (quantique) des champs, les solitons topologiques sont des solutions classiques non triviales topologiquement. Ils portent différents noms suivant qu'ils minimisent l'action (→ instanton) ou l'énergie et en fonction des topologies respectives de l'espace et du groupe de jauge (monopôle, vortex, skyrmion, toron, ...).

## Modélisation

### Vague en faible profondeur: l'équation de Korteweg-de Vries
En mathématiques, l'équation de Korteweg-de Vries (KdV en abrégé) est un modèle mathématique pour les vagues en faible profondeur. C'est un exemple très connu d'équation aux dérivées partielles non linéaire dont on connait exactement les solutions. Ces solutions comprennent, mais ne se limitent pas à des solitons. Ces solutions peuvent se calculer par la transformation de diffusion inverse (même principe que la résolution de l'équation de la chaleur).
On considère un fluide incompressible et non visqueux lors d'un écoulement irrotationnel. On note {\displaystyle h} la profondeur, {\displaystyle \eta } la hauteur de la surface et {\displaystyle c_{0}={\sqrt {gh}}} la vitesse des ondes linéaires.
À partir des équations d'Euler, on obtient l'équation :
{\displaystyle {\frac {1}{c_{0}}}{\frac {\partial \eta }{\partial t}}+{\frac {\partial \eta }{\partial x}}+{\frac {3}{2h}}\eta {\frac {\partial \eta }{\partial x}}+{\frac {h^{2}}{6}}{\frac {\partial ^{3}\eta }{\partial x^{3}}}=0}
On se place dans un repère mobile en posant {\displaystyle X=x-c_{0}t} et {\displaystyle T=t} pour éliminer le second terme de l'équation :
{\displaystyle {\frac {1}{c_{0}}}{\frac {\partial \eta }{\partial T}}+{\frac {3}{2h}}\eta {\frac {\partial \eta }{\partial X}}+{\frac {h^{2}}{6}}{\frac {\partial ^{3}\eta }{\partial X^{3}}}=0}
On obtient alors l'équation de Korteweg-de Vries en posant des variables adimensionnées ({\displaystyle \phi =\eta /h}, {\displaystyle \xi =X/X_{0}} et {\displaystyle \tau =T/T_{0}}) :
{\displaystyle {\frac {\partial \phi }{\partial \tau }}+6\phi {\frac {\partial \phi }{\partial \xi }}+{\frac {\partial ^{3}\phi }{\partial \xi ^{3}}}=0}
On cherche alors les solutions localisées spatialement se propageant à vitesse {\displaystyle v} constante. On pose donc {\displaystyle z=\xi -v\tau } pour obtenir :
{\displaystyle -v{\frac {\partial \phi }{\partial z}}+6\phi {\frac {\partial \phi }{\partial z}}+{\frac {\partial ^{3}\phi }{\partial z^{3}}}=0}
En intégrant par rapport à {\displaystyle z} on obtient (en prenant la constante d'intégration nulle car on cherche des solutions localisées spatialement) :
{\displaystyle {\frac {\partial ^{2}\phi }{\partial z^{2}}}+3\phi ^{2}-v\phi =0}
D'où en intégrant encore par rapport à {\displaystyle z} (et en considérant encore la constante d'intégration nulle) :
{\displaystyle {\frac {1}{2}}\left({\frac {\partial \phi }{\partial z}}\right)^{2}+\phi ^{3}-{\frac {1}{2}}v\phi ^{2}=0}
Finalement, en effectuant le changement de variable {\displaystyle \phi ={\frac {1}{2}}v\,\mathrm {sech} ^{2}(u)} (où {\displaystyle \mathrm {sech} (x)={\frac {1}{\mathrm {ch} (x)}}} est la sécante hyperbolique) pour intégrer {\displaystyle dz={\frac {d\phi }{\sqrt {v\phi ^{2}-2\phi ^{3}}}}}, on obtient :
{\displaystyle \phi (z)={\frac {v}{2}}\,\mathrm {sech} ^{2}{\sqrt {\frac {v}{4}}}z}
En revenant aux notations précédentes, on obtient :
{\displaystyle \eta =\eta _{0}\,\mathrm {sech} ^{2}\left[{\frac {1}{2h}}{\sqrt {\frac {3\eta _{0}}{h}}}\left(x-c_{0}\left[1+{\frac {\eta _{0}}{2h}}\right]t\right)\right]}
La vitesse est linéaire par rapport à l'amplitude :
{\displaystyle c=c_{0}\left(1+{\frac {\eta _{0}}{2h}}\right)}

### L'équation de sine-Gordon
Application aux solitons, permettant de décrire à partir de la mécanique lagrangienne une chaîne de pendules infinis par exemple. Elle s'écrit : 
{\displaystyle {\frac {1}{c^{2}}}{\frac {\partial ^{2}\psi }{\partial t^{2}}}-{\frac {\partial ^{2}\psi }{\partial x^{2}}}+{\frac {m^{2}c^{2}}{\beta \hbar ^{2}}}\sin \beta \psi =0}
Son nom vient de ce qu'elle se réduit à l'équation de Klein-Gordon décrivant les particules de spin 0 dans la limite {\displaystyle \beta \to 0}. Elle possède des solitons et des breathers (états liés de solitons et d'antisolitons). On peut construire les solutions à plusieurs solitons au moyen de la transformation de Bäcklund.

### L'équation de Schrödinger non linéaire
Le soliton est solution de l'équation de Schrödinger non linéaire, qui s'écrit par exemple dans le cas de la propagation d'un signal lumineux dans une fibre sous la forme : 
{\displaystyle i{\frac {\partial \psi }{\partial t}}-{\frac {\beta _{2}}{2}}{\frac {\partial ^{2}\psi }{\partial z^{2}}}+\gamma |\psi |^{2}\psi =0}
avec {\displaystyle \beta _{2}} la dispersion d'ordre 2 (supposée anormale, soit  {\displaystyle \beta _{2}<0}) et {\displaystyle \gamma } le coefficient de non-linéarité Kerr de la fibre optique. {\displaystyle z} et  {\displaystyle t} représentent respectivement la distance de propagation et la variable temporelle dans un repère se propageant à la vitesse de groupe.